# Keisuke Makino
Keisuke Makino (født 11. april 1969) er en tidligere japansk fodboldspiller.
Han har spillet for flere forskellige klubber i sin karriere, herunder JEF United Ichihara og Cerezo Osaka.